# Librairie (Ancien Régime)
Pour les articles homonymes, voir Librairie.
Sous la France d'Ancien Régime, la censure royale était la tâche de censeurs chargés par le chancelier de juger de la légitimité éditoriale d'un manuscrit et d'en autoriser la publication par une approbation qu'ils signaient.
Parallèlement, un privilège sous la forme de lettres patentes accordées en Conseil du roi, le plus souvent au libraire, garantissait non le contenu, mais la propriété de la publication contre les contrefacteurs. Ce privilège renouvelable était de 3 ans, voire sans limitation pour certains ouvrages de fond (pères de l'Église, etc.).
Les brochures de 48 pages in-12 au maximum,  étaient l'objet d'une permission simple accordée par le lieutenant général de police du lieu.

## Objet de la censure

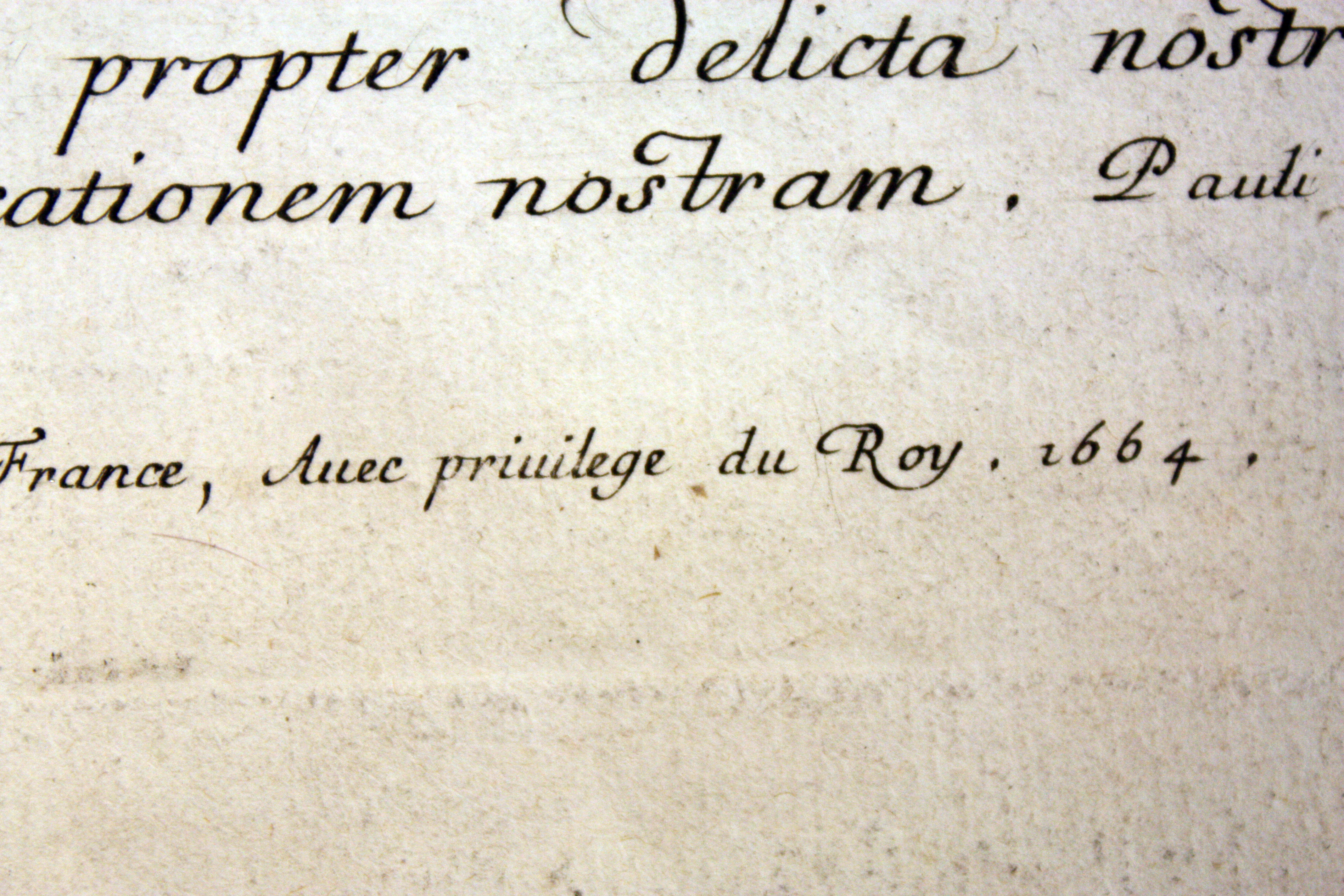
Privilège royal apposé sur une gravure de Grégoire Huret pour le Théâtre de la Passion de Notre-Seigneur Jésus-Christ

La censure était assurée par des spécialistes selon un certain nombre de secteurs, allant des sciences humaines aux sciences en général. Ils étaient nommés par le Chancelier. Leur jugement portait sur le contenu du manuscrit proposé et non sur la forme. Ils pouvaient solliciter de l'auteur quelques corrections.  

## Histoire de la censure préalable
Richelieu fut le premier à nommer des experts dévolus à cette tâche par l'édit de 1629. Après la Fronde, Colbert créa une direction de la Librairie, chargée de veiller à l'octroi des permissions et privilèges devenus désormais obligatoires pour toutes les impressions réalisées en France.
En 1701, l'abbé Bignon, chargé des affaires de librairie, fait promulguer un règlement de l'édition en France qui modifié en 1723 pour Paris et généralisé en 1744 reste en vigueur jusqu'à la Révolution. Tout manuscrit doit obtenir l'approbation d'un censeur pour obtenir le privilège d'édition. Certains manuscrits étaient toutefois édités clandestinement sous fausse adresse. Ce fut le cas des Lettres philosophiques de Voltaire ou de l'Émile, ou De l'éducation de Rousseau. Mais la plupart des auteurs souhaitant éviter la censure faisaient éditer leurs livres à l'étranger: Londres, Amsterdam, Francfort, Bâle, Genève. Le règlement stipulait que les livres ne pouvaient passer la frontière que par certaines villes et après examen. Mais aucune disposition ne permit de supprimer la contrebande.

## Organisation de la censure
Les censeurs royaux, étaient nommés par le Chancelier, chacun dans sa spécialité. L'Almanach royal en publiait la liste chaque année. 

### Sections de la censure
- Histoire naturelle
- Poésie
- Musique
- Théâtre
- Théologie, etc.

### Principaux censeurs royaux
- Michel Adanson
- Nicolas Andry de Boisregard
- Charles de Beaumont, chevalier d'Éon
- Pierre Jean Boudot
- Jean-Baptiste-Marie Bucquet
- Joseph-Barthélemy-François Carrère
- Charles-Nicolas Cochin
- Valentin Conrart
- Nicolas Coquelin
- Jean-Marie-Louis Coupé
- Louis Cousin
- Claude Delisle
- Jean-Nicolas Démeunier
- Desfontaines-Lavallée
- Bernard Le Bouyer de Fontenelle
- Augustin François Jault
- Joseph Prunis
- Jean-Louis-Ignace de La Serre
- Chrétien Guillaume de Lamoignon de Malesherbes
- Jean-Étienne Montucla
- Jean-Baptiste-René Robinet
- Antoine Yart

## La censure théâtrale
Dès 1701, les pièces de théâtre firent à leur tour l'objet de la censure royale : lues avant publication par les censeurs placés sous l'autorité du lieutenant général de police, les pièces furent autorisées soit telles quelles et recevaient l'approbation, soit moyennant des coupes ou des corrections, quand elles n'étaient pas simplement interdites. Voltaire en fit les frais pour son Mahomet (1743), Sedaine pour son Déserteur (1769) ; Le Barbier de Séville et Le Mariage de Figaro de Beaumarchais n'en réchappèrent que grâce à l'opiniâtreté de Marie-Antoinette.

### Les censeurs théâtraux
- 1701-1721 : Marc-René de Voyer, marquis d'Argenson (1652-1721)
- 1721-1726 : ?
- 1726-1734 : abbé Claude Cherrier (1655-1738)
- 1735-1762 : Prosper Jolyot de Crébillon (1674-1762)
- 1762-1774 : François-Louis Claude Marin 1721-1809)
- 1774-1776 : Claude Prosper Jolyot de Crébillon (1707-1777)
- 1776-1777 : Louis-Edme Billardon de Sauvigny (1736-1812)
- 1777-1790 : Jean Baptiste Antoine Suard (1733-1817)
- 1790-1792 : Joly[3]
- 1804-1815 : Jean-Louis Brousse-Desfaucherets, Pierre-Édouard Lémontey, Charles de Lacretelle et Joseph-Alphonse Esménard
- 1815-1822 : Charles-Joseph Loeillard d'Avrigny, Pierre-Édouard Lémontey, Charles de Lacretelle et Joseph-Alphonse Esménard
- 1822-1827 : Jacques Honoré de Lourdoueix, Charles de Lacretelle, René Alissan de Chazet, Jean-Louis Laya et Antoine Quatremère de Quincy
- 1827-1830 : ?